# Wacław Żenczykowski
Wacław Żenczykowski (ur. 26 listopada 1897 w Kielcach, zm. 18 lutego 1957 w Zurychu), polski inżynier, członek Polskiej Akademii Nauk, od 1935  profesor Politechniki Warszawskiej. W latach 1925–39 zaprojektował ponad 40 dużych budynków. Autor Budownictwa ogólnego. Ekspert i konsultant w zakresie zagrożeń budowlanych.
Postać profesora została upamiętniona w postaci corocznie wręczanej przez Polski Związek Inżynierów i Techników Budownictwa nagrody im. prof. Wacława Żenczykowskiego.
Odznaczony Krzyżem Oficerskim (1946) i Krzyżem Komandorskim Orderu Odrodzenia Polski (1954). Wacław Żenczykowski spoczywa w alei zasłużonych na cmentarzu Powązkowskim w Warszawie (grób 64/65).
Materiały archiwalne Wacława Żenczykowskiego znajdują się w PAN Archiwum w Warszawie pod sygnaturą III-60.